# 大崎町
大崎町（おおさきちょう）は、鹿児島県（離島を除く）の東南部にある町。1936年（昭和11年）に町制を施行した。曽於郡に属する。国の史跡に指定されている横瀬古墳などの史跡を有する町である。

## 地理
鹿児島県・大隅半島の東部に位置する。町域の一部は志布志市に囲まれた飛地となっており、町域内には志布志市の飛地もある。
志布志湾に面しており、今後発生が予見されている南海トラフ巨大地震の際には、町内の海岸に最大7mの津波が到達することが予想されている。

### 隣接する市町村
- 鹿屋市
- 曽於市
- 志布志市
- 肝属郡：東串良町

### 地名
- 井俣
- 岡別府
- 假宿
- 神領
- 永吉
- 菱田
- 益丸
- 持留
- 横瀬
- 野方(旧野方村。野方村時代は大字なし)

## 歴史
古くは救仁（くに）と呼ばれ、明治初期までは現在の志布志市とともに日向国諸県郡に属していた。肝付兼光が建築した大崎城は、『旧大崎城』となり1577年に馬場・丸尾・城内集落一帯に新しい大崎城が建築される。
江戸時代には薩摩藩領となり大崎外城（後に大崎郷と称す）が置かれた。1889年の町村制実施時に大崎郷内の10村が合併し大崎村が成立。1891年2月に野方村が分村したものの、昭和の大合併で一部地域が編入されている。
廃藩置県後は鹿児島県→都城県→宮崎県→鹿児島県所属となったが、（宮崎県再置後の）1884年に完成した『日向地誌』では日向国内として扱われている。

### 近現代
- 1889年（明治22年）4月1日 - 町村制施行により、南諸県郡仮宿村、永吉村、横瀬村、神領村、益丸村、菱田村、持留村、岡別府村、野方村、井俣村の区域をもって大崎村が成立[5]。
- 1891年（明治24年）8月8日 - 大字野方が野方村として分村[6][7]。
- 1897年（明治30年）4月1日 - 所属が囎唹郡（現・曽於郡）に変更される[5]。
- 1936年（昭和11年）1月1日 - 町制施行し大崎町となる[5]。
- 1955年（昭和30年）4月1日 - 野方村の一部を編入[6]。

## 行政
- 町長：東靖弘（2001年12月21日就任、6期目）

### 町の行政機関
- 大崎町役場
- 野方支所

#### 大崎リサイクルシステム
1998年以降は、ゴミの最終処分場が満杯になる危機感（当時）から、町民で組織される衛生自治会を中心に町全体で資源リサイクルに力を入れている（27種類に分別）。2019年度にはリサイクル率82.6%を達成し（全国平均は19.6%）、2005年度より2018年度を除き、全自治体中で第1位につけている。
リサイクルセンターでは40人の雇用を生んだほか、売却した利益で町独自の奨学金制度も拡充させた。
当町のリサイクルは「大崎リサイクルシステム」と呼ばれ、平成24年度-28年度にはJICA経由でインドネシア（デポック、デンパサール、ジャカルタ）にも輸出された。
なお、周辺自治体も当町の影響でリサイクル率が全国平均より大幅に高く、志布志市は75.1%（全国4位）、東串良町は52.4%（全国10位）となっている。
受賞歴
- 2018年、第2回ジャパンSDGsアワード内閣官房長官賞[11]
- 2020年、第8回そうしんビジネス・イノベーション大賞

### 県の行政機関
なし

### 国の行政機関
なし

## 産業

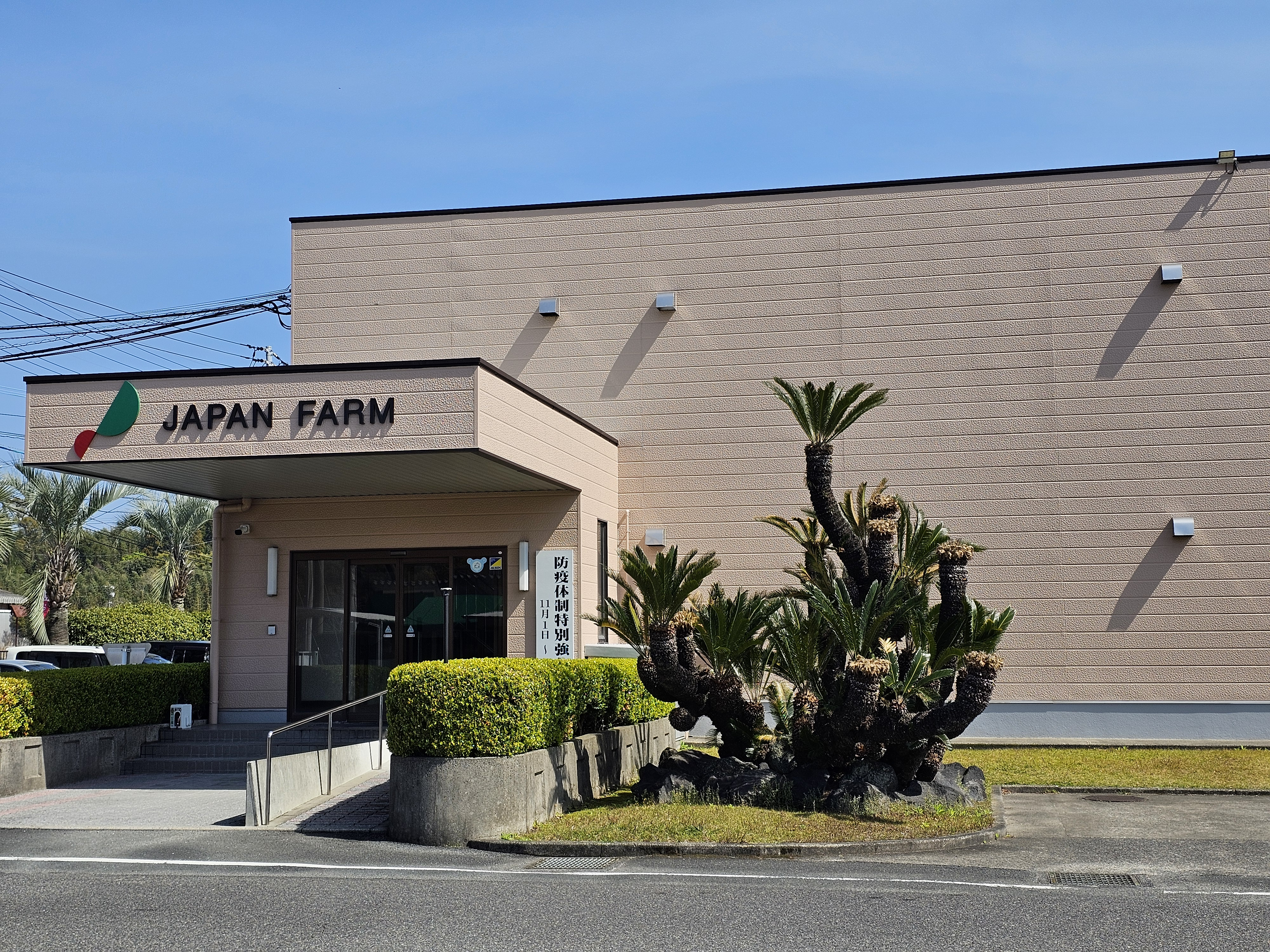
ジャパンファーム本社（三菱商事グループ）。大崎町内には大崎工場やチキン事業本部生産部などが所在する

- 農業 - 2022年の農業産出額は384.2億円で市町村別では鹿児島県3位、日本全国で16位となっている。特に畜産は332.7億円で鹿児島県3位、日本全国で6位であり、豚は142.3億円で鹿児島県2位、日本全国で5位、ブロイラーは157.8億円で鹿児島県1位、日本全国では宮崎県日向市、都城市に次ぐ3位となっている[12]。
  - ミカン
  - マンゴー
  - メロン
  - ナス

## 地域

### 人口
| |                                        |  |
| 大崎町と全国の年齢別人口分布（2005年） | 大崎町の年齢・男女別人口分布（2005年） |  |
| ■紫色 ― 大崎町 ■緑色 ― 日本全国 | ■青色 ― 男性 ■赤色 ― 女性              |  |
| 大崎町（に相当する地域）の人口の推移 \| 1970年（昭和45年） \| 18,676人 \| \| \| 1975年（昭和50年） \| 17,608人 \| \| \| 1980年（昭和55年） \| 17,527人 \| \| \| 1985年（昭和60年） \| 17,689人 \| \| \| 1990年（平成2年） \| 16,828人 \| \| \| 1995年（平成7年） \| 16,480人 \| \| \| 2000年（平成12年） \| 16,018人 \| \| \| 2005年（平成17年） \| 15,303人 \| \| \| 2010年（平成22年） \| 14,215人 \| \| \| 2015年（平成27年） \| 13,241人 \| \| \| 2020年（令和2年） \| 12,385人 \| \| |                                        |  |
| 総務省統計局 国勢調査より |                                        |  |
| 1970年（昭和45年） | 18,676人                               |  |
| 1975年（昭和50年） | 17,608人                               |  |
| 1980年（昭和55年） | 17,527人                               |  |
| 1985年（昭和60年） | 17,689人                               |  |
| 1990年（平成2年） | 16,828人                               |  |
| 1995年（平成7年） | 16,480人                               |  |
| 2000年（平成12年） | 16,018人                               |  |
| 2005年（平成17年） | 15,303人                               |  |
| 2010年（平成22年） | 14,215人                               |  |
| 2015年（平成27年） | 13,241人                               |  |
| 2020年（令和2年） | 12,385人                               |  |

### 教育

#### 中学校

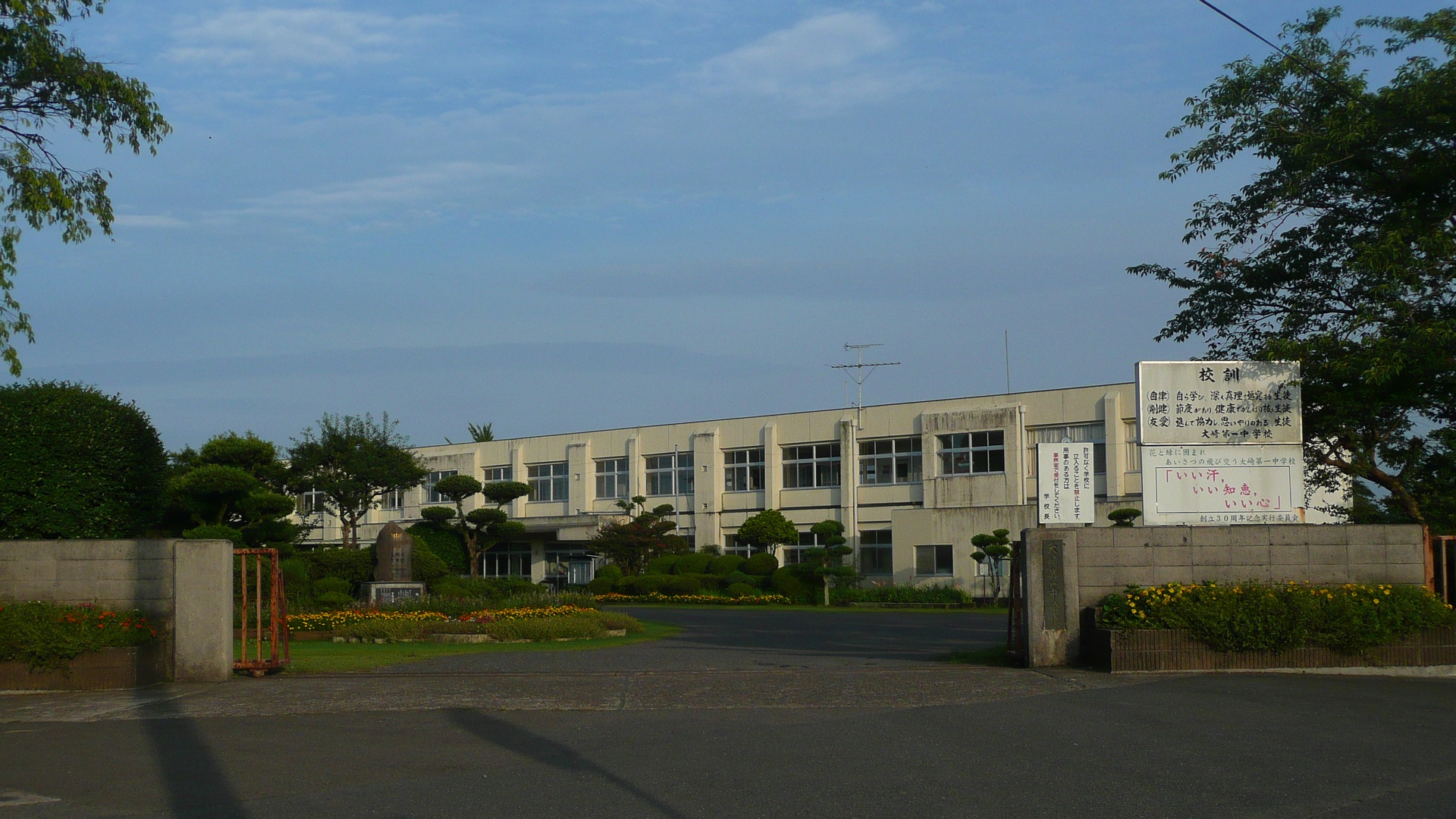
大崎第一中学校

- 大崎町立大崎中学校

#### 小学校

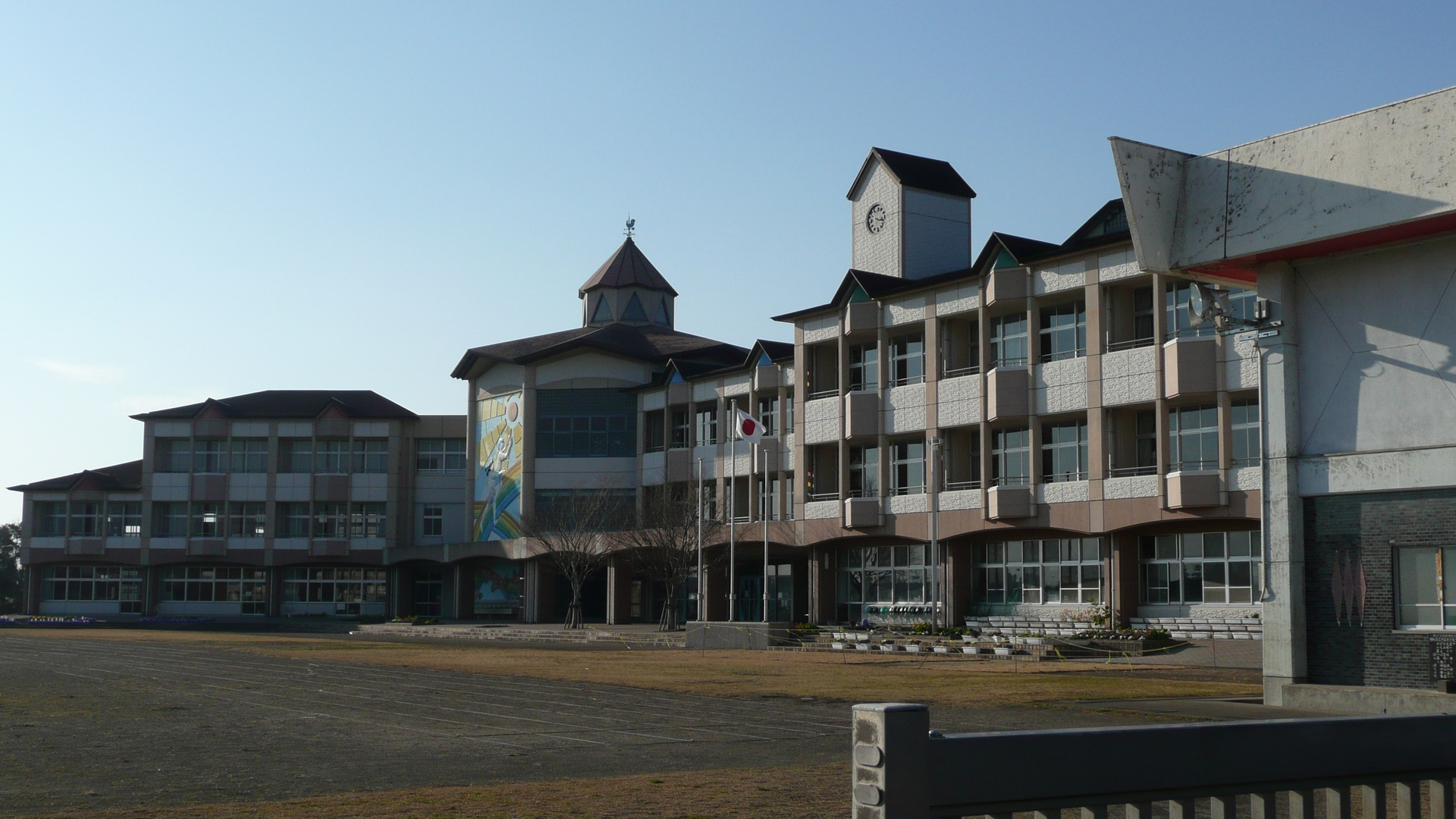
大崎小学校（大崎郷地頭仮屋跡地）

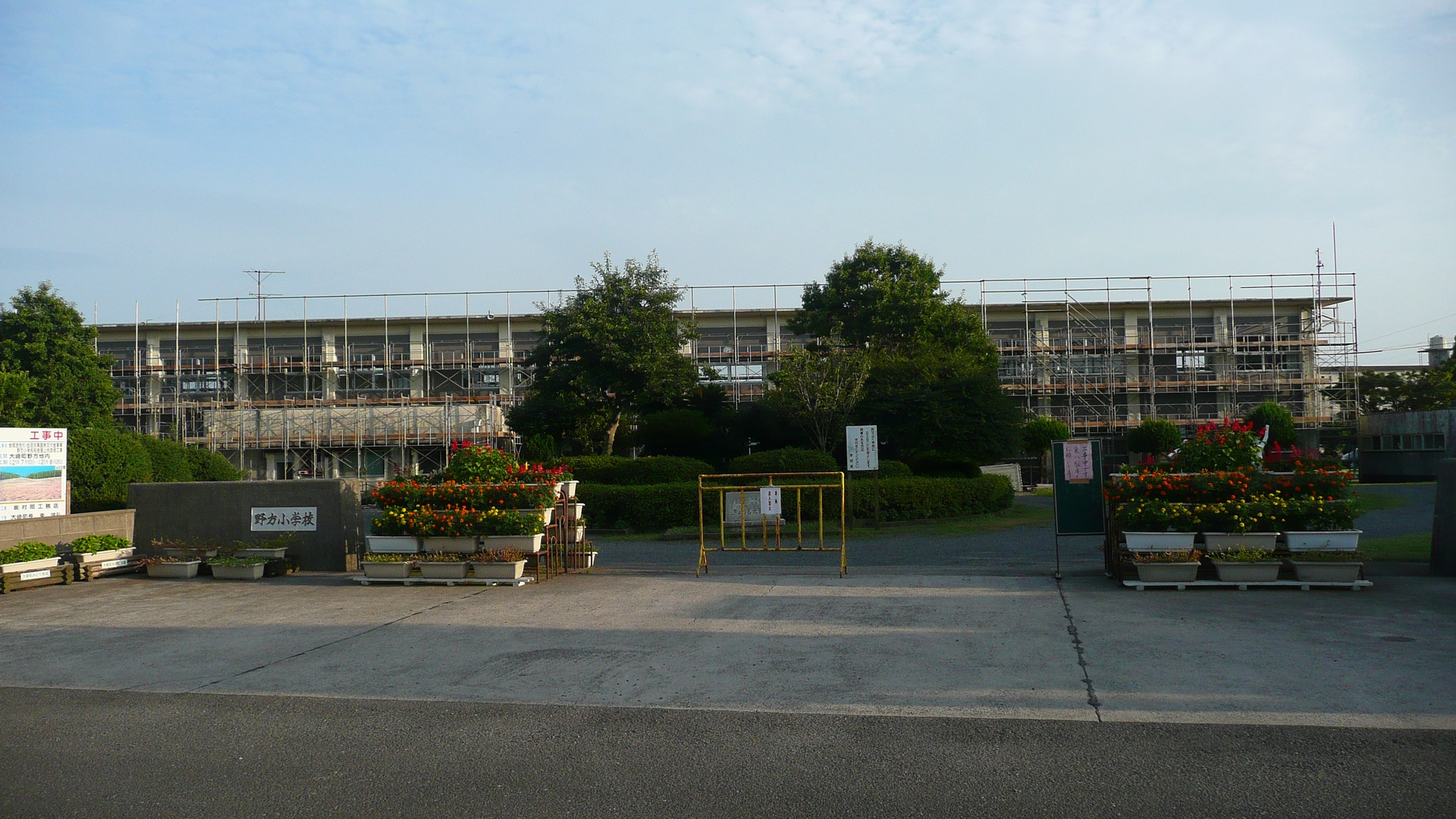
野方小学校

- 大崎町立大崎小学校
- 大崎町立菱田小学校
- 大崎町立中沖小学校
- 大崎町立持留小学校
- 大崎町立大丸小学校
- 大崎町立野方小学校

## 交通

### 航空
町域に空港はない。最寄空港は鹿児島空港または県外の宮崎空港。
鹿児島空港へは鹿屋市から空港バスで、宮崎空港へは一般路線バスと鉄道を乗り継ぐ形となる。

### 鉄道
町域に鉄道駅はない。鉄道を利用する際の最寄り駅はJR九州日南線志布志駅。

#### かつて存在した鉄道路線
日本国有鉄道（国鉄）
- 大隅線（1987年3月14日廃止）: 大隅大崎駅 - 三文字駅

### バス路線
- 鹿児島交通
  - 垂水市 - 鹿屋市（古江 - 鹿屋 - 串良） - 東串良町 - 大崎町 - 志布志市

### 道路

#### 高速道路
- E78 東九州自動車道

【曽於市】 - (37-1) 野方IC - 【鹿屋市】 - (36) 大崎IC - 【志布志市】
東九州自動車道の野方ICは2014年12月21日に供用開始した。東九州道が町内に開通する前は、東九州自動車道 曽於弥五郎ICまたは宮崎自動車道 都城ICなどが最寄りICであった。

#### 一般国道
- 国道220号
- 国道269号

#### 道の駅
- くにの松原おおさき
- 野方あらさの[15]

## 名所・旧跡・観光スポット・祭事・催事
- 大崎ふれあいの里公園
- くにの松原

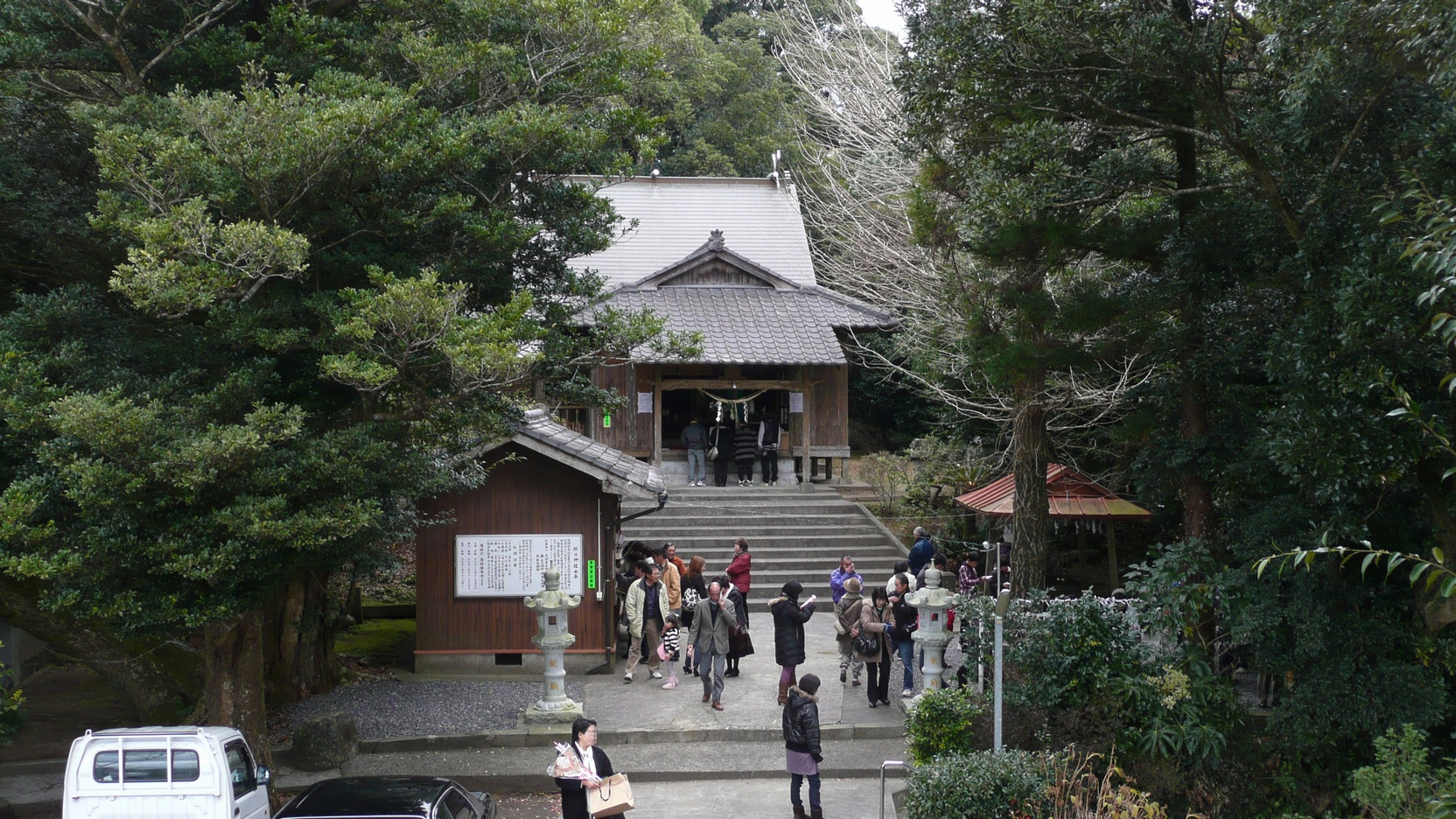
照日神社

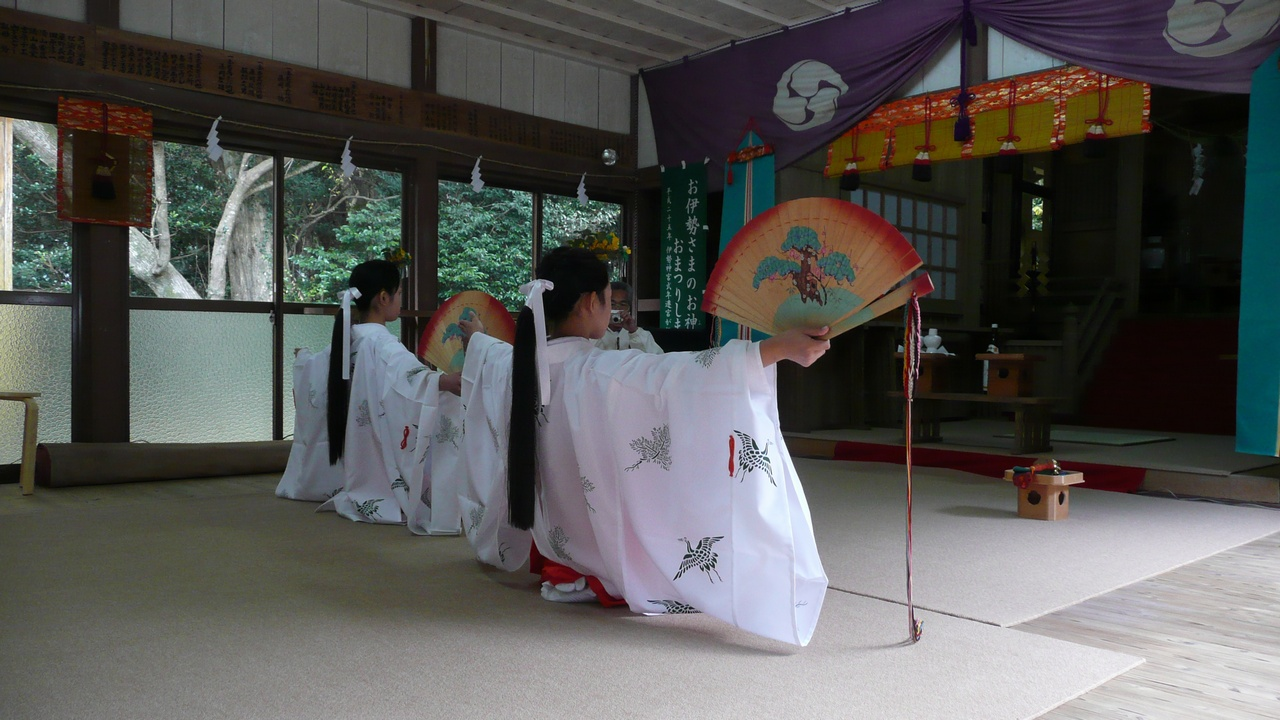
浦安の舞（2009年元日、照日神社）

- 横瀬古墳：鹿児島県内第２位の規模を持つ前方後円墳、国の史跡。
- 神領古墳群
- 照日神社
- 都萬神社  　国の重要文化財「籬に菊双雀文様銅鏡 1面」を所蔵
- 荒佐祭り（3月）
- かぶと虫相撲大会
- ふれあいフェスタinおおさき（11月23日）

## 著名な出身者
- 赤田将吾（元プロ野球選手）
- 内田強（元プロ野球選手）
- 榎田大樹（プロ野球選手）
- 川原克己（天竺鼠）
- 篠田政龍（2代大崎村長、衆議院議員）
- 高崎隆二（俳優）
- 浜屋将太（プロ野球選手）
- 原口幸一（マラソン選手、駅伝部監督）
- 福留孝介（元プロ野球選手）
- 二見いすず（元南日本放送アナウンサー）
- 松山竜平（プロ野球選手）
- 領家政蔵（競馬騎手、調教師）
- 和田譲治（競馬騎手）